# 兴国乡
兴国乡，是中华人民共和国黑龙江省齐齐哈尔市拜泉县下辖的一个乡镇级行政单位。

## 行政区划
兴国乡下辖以下地区：
爱众村、双仁村、兴国村、兴展村、整理村、和顺村、自立村、保胜村和兴利村。